# Eugene Lee Yang
Eugene Lee Yang (né le 18 janvier 1986) est un réalisateur, acteur et une célébrité d'Internet américaine connue pour son travail avec BuzzFeed (2013-2018) et The Try Guys (depuis 2014). Il est militant dans le mouvement LGBT.
Le 15 juin 2019, Eugene Lee Yang fait son coming out dans une vidéo musicale.

## Filmographie

### Cinéma
- 2023 : Nimona : Ambrosius Goldenloin (voix)

## Télévision
- 2019 : Brooklyn Nine-Nine : Theo Lorql